# Fives Nordon
Pour les articles homonymes, voir Nordon (homonymie).
Fives Nordon (anciennement Nordon Frères, Nordon et Cie puis Nordon Industries) est une entreprise française, créée en 1904 à Nancy, spécialisée dans la tuyauterie industrielle pour le secteur énergétique et notamment nucléaire.
Filiale du groupe Fives, l'entreprise a réalisé en 2024 un chiffre d'affaires de 89 millions d'euros et employait en moyenne 715 personnes.

## Histoire

### De Nordon Frères à Nordon et Cie
Le chaudronnier Gustave Nordon s'associe à son frère Emmanuel pour créer le 1er février 1904 à Nancy leur entreprise de chaudronnerie qu'ils nomment Nordon Frères. 23 brevets sont déposés entre 1917 et 1940 dont le « Manchon Nordon », permettant de raccorder deux tuyaux sans soudure, en 1928,. L'entreprise se spécialise ainsi dans la fabrication de tuyauterie industrielle.
Gustave Nordon fut qualifié de « patron rouge » pour les avancées sociales mises en place au sein de Nordon Frères. Ainsi, en 1930, il est le premier à accorder huit jours de congés payés. Il invente également la semaine de 36 h. En 1939, Nordon Frères comptait 400 employés. Durant la Première Guerre mondiale, Gustave Nordon verse une pension mensuelle aux femmes de ses employés partis au front. Il a également facilité l'accession à la propriété pour ses salariés, en distribuant des terrains à bâtir et en leur faisant des avances d'argent à de faibles taux. Il crée par ailleurs des jardins ouvriers des terrains achetés à Saint-Max et à Tomblaine. En 1941, le conseil d'administration de Nordon Frères fut contraint d'évincer Gustave Nordon du poste de directeur, le gouvernement de Vichy interdisant aux juifs de diriger leurs entreprises. Il continue cependant à la diriger clandestinement grâce à la complicité du personnel et de son remplaçant Marcel Courtot. Il fut arrêté en mars 1944 puis déporté et assassiné à Auschwitz en avril.
À la Libération, la société fut reprise par le gendre de Gustave Nordon, René Hirschel. Il apporte une innovation, la soudure autogène à l'arc. Nordon Frères participe à la construction des raffineries, des centrales thermiques dans les années 1950-1970 avec son métier principal, la tuyauterie. En 1958, Nordon Frères fusionne avec la tonnellerie Fruhinsholz en prenant le nom de Norfru, puis, en 1962, avec la société Diebold, spécialisée en matériel de brasserie, de malterie, de pompes et manutention. Norfru devient alors NFD, puis Nordon et Cie en 1968. Nordon et Cie est l'un des acteurs majeurs du programme nucléaire lancé par la France, après le premier choc pétrolier de 1973. L'entreprise participe à la construction des tuyauteries eau-vapeur des salles des machines et des tuyauteries auxiliaires nucléaires des bâtiments des réacteurs. En 1985, l'entreprise compte 1 800 salariés en France et une filiale au Brésil qui emploie près de 4 000 personnes. En 1986, Nordon reprend une usine à Golbey dans les Vosges spécialisée dans la cryogénie. Il complète cette activité en rachetant le Suisse Cryomec.

### Nordon une filiale du groupe Fives-Lille
Nordon fait face à l'arrêt du programme nucléaire à la fin des années 1980. Jean Heimendinger, gendre de René Hirschel, quitte en 1989 la présidence de l'entreprise. La gestion familiale historique s'arrête avec la nomination à la tête de Nordon d'un cadre, Philippe Lenoir, imposé par la direction de Fives-Lille, arrivée au capital de Nordon en 1975 et ayant pris son contrôle en rachetant les parts de la famille. Le choix est alors fait de diversifier les activités de Nordon, en ajoutant à la tuyauterie deux autres activités, l'agroalimentaire et la chaudronnerie. Face à une forte concurrence dans cette dernière activité, les difficultés s'amplifient avec deux plans sociaux successifs. Fives nomme alors en 1991 Claude Derrien à la tête de Nordon, un homme issu de Framatome. Il redresse l'entreprise, malgré deux autres plans sociaux, en arrêtant la chaudronnerie. Dès 1993, Nordon redevient bénéficiaire. En 1995, le chiffre d'affaires de Nordon se compose à 60 % de la fabrication des matériels et à 40 % du montage et des services. L'année suivante, l'entreprise se désengage de sa filiale brésilienne Nordon Industrias Metalurgicas (NIM) qui subit des pertes depuis plusieurs années.
Jusqu'alors détenu à 54 % par la Compagnie de Fives-Lille, Nordon et Cie voit la participation de son actionnaire principal monter à 74,9 % du capital à la suite d'une acquisition hors marché d'un bloc d'actions en mars 2000. En juillet, Fives-Lille lance une OPA simplifiée et détient désormais 95,71 % du capital et des droits de vote. En décembre 2002, Fives-Lille lance une offre publique de retrait suivie d'un retrait obligatoire et sort Nordon des marchés financiers. Devenue une filiale à 100 % du groupe Fives-Lille, Nordon et Cie prend le nom de Nordon Industries.
Nordon se recentre sur ses activités historiques de tuyauterie et supprime l'activité agroalimentaire en 2003. L'entreprise connaît dans les années 2000 une forte croissance liée à une relance des marchés d'équipements énergétiques, au sein des centrales thermiques et nucléaires ou encore des unités de production d'éthanol. En 2006, le nucléaire représente 45 % du chiffre d'affaires de Nordon et la chimie-pétrochimie 30 %.
En 2007, le groupe opère un changement d'identité de marque, la société-mère Fives-Lille devenant Fives, tandis que Nordon Industries devient Fives Nordon. Nordon Cryogénie devient une filiale indépendante du groupe et se renomme Fives Cryo. Fives Nordon continue son développement dans le nucléaire en participant à la construction des EPR à Taishan en Chine et à Flamanville en France et à la maintenance du parc des centrales nucléaires françaises. En 2014, Fives Nordon abandonne sa marque et se présente comme l'activité Piping Solutions du groupe Fives.
Fives Nordon reprend en mai 2021 les actifs de la société ACPP, alors en redressement judiciaire après la cessation de paiement de Manoir Industries, et garde 162 des 219 salariés. L'entreprise manchoise, spécialisée dans la chaudronnerie et tuyauterie de haute technicité pour le nucléaire et la défense, devient une agence de Fives Nordon avant d'être redevenir en juillet 2022 une filiale, nommée Fives Nordon ACPP, détenue à 100 % par l'entreprise nancéienne. Fives Nordon rachète début décembre 2022 pour un million d'euros les terrains du site d'ACPP à Digulleville, jusqu'alors loués, signal d'une implantation pérenne sur ce site en sous-investissement depuis des années. Nordon souhaite y réaliser des investissements d'infrastructure majeurs à hauteur de quatre à cinq millions d'euros : augmenter la surface de production et développer l'outillage notamment en robotique. En 2023, Fives Nordon ACPP retrouve des perspectives avec des activités de maintenance et de travaux neufs sur Flamanville, sur Naval Group et le renouveau de la filière nucléaire avec les annonces d'investissements massifs sur les EPR2. Les investissements promis tardent toutefois à devenir réalité en 2024.
En 2024, Fives Nordon fête ses 120 ans et réalise de lourds investissements sur son site de Nancy en prévision du programme EPR2. La première phase d'investissements de 15 millions d'euros permet d'acquérir une nouvelle cintreuse par induction de dernière génération. Le groupe Fives prévoit d'investir au total 40 millions d'euros sur plusieurs années avec notamment la construction d'un nouvel atelier de 3 300 m2.
En 2025, Fives Nordon signe son premier contrat avec EDF sur le projet de construction de six réacteurs nucléaires de type EPR2. Il concerne un lot de 300 équipements chaudronnés qui seront fabriqués dans les ateliers de la filiale Fives Nordon ACPP à Digulleville dans la Manche. Fives Nordon peut ainsi lancer les investissements promis sur le site normand : une extension des ateliers de production de 1 500 m2, de nouvelles machines et de nouveaux bureaux. L'entreprise nancéienne doit toutefois revoir ses priorités d'investissements à Nancy face au retard sur l'attribution du lot tuyauterie.

## Organisation

### Siège

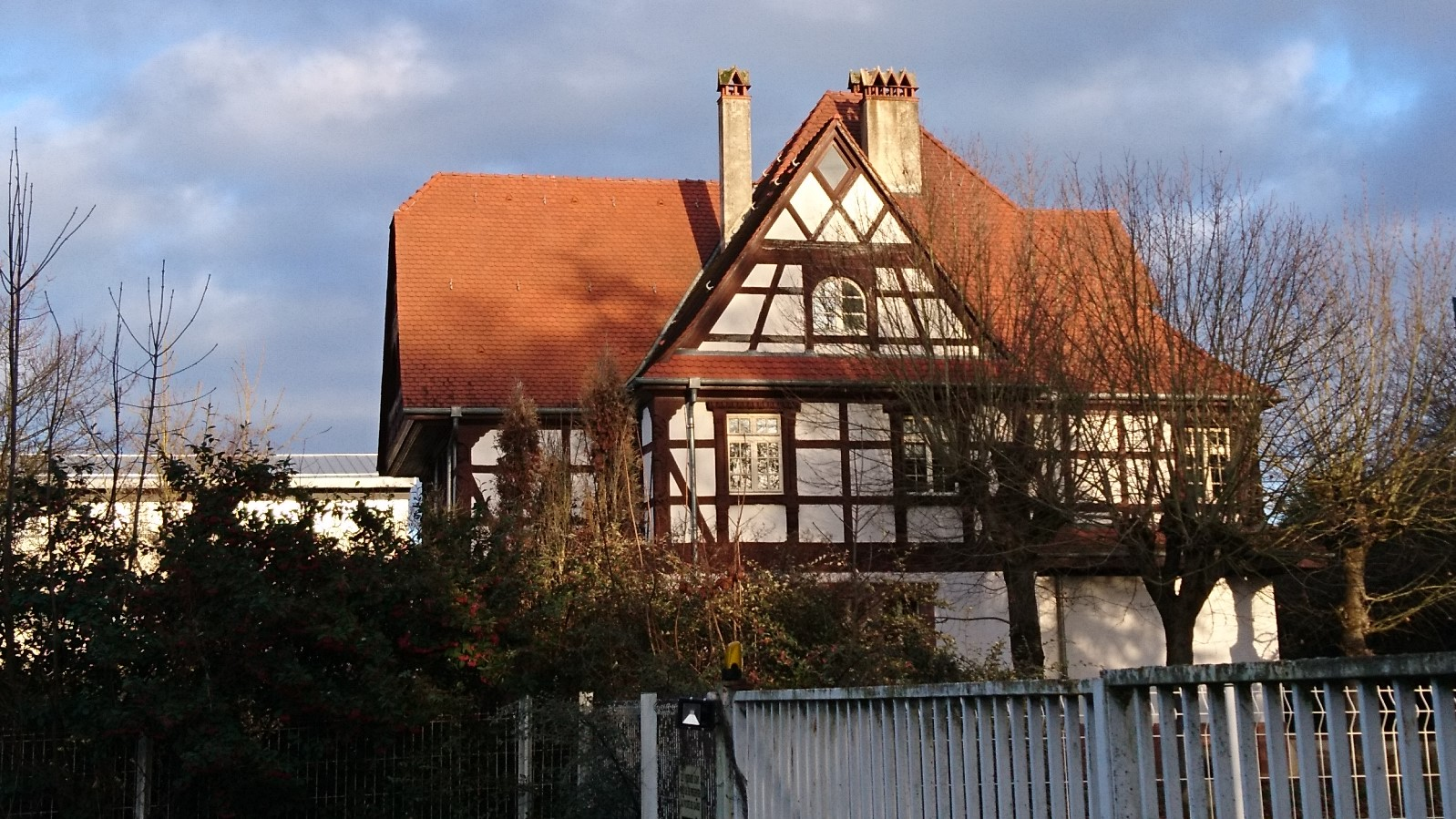
Maison alsacienne Fruhinsholz, avenue du XXe Corps.

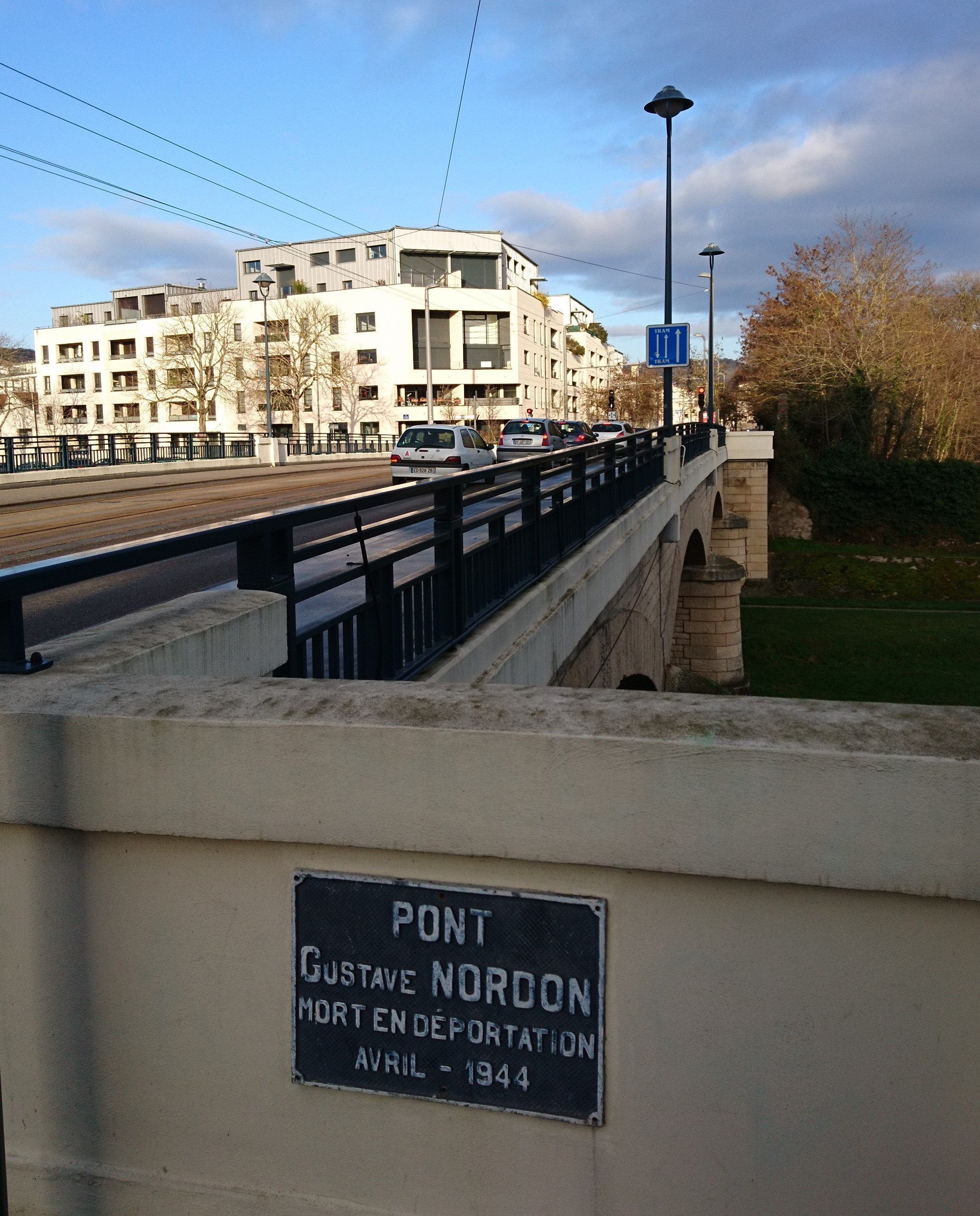
Pont Gustave Nordon, avenue du XXe Corps.

Le siège social de Fives Nordon est situé au 78 avenue du XXe Corps à Nancy. Ce fut historiquement le site de la tonnellerie Fruhinsholz qui a fusionné avec Nordon Frères en 1958. À l'entrée du site, une villa alsacienne de la famille Fruhinsholz est installée, elle fut utilisée un temps par Nordon pour y installer des bureaux.

### Résultats financiers
Les données financières suivantes sont indiquées en millions d'euros.
| Années             | 2004 | 2005 | 2006 | 2007 | 2008 | 2009 | 2010 | 2011 | 2013 | 2014 | 2015  | 2016 | 2017 | 2018 | 2019  | 2020 | 2021 | 2022 | 2023 | 2024 |
| ------------------ | ---- | ---- | ---- | ---- | ---- | ---- | ---- | ---- | ---- | ---- | ----- | ---- | ---- | ---- | ----- | ---- | ---- | ---- | ---- | ---- |
| Chiffre d'affaires | 71   | 76   | 79   | 104  | 115  | 114  | 127  | 123  | 120  | 122  | 110   | 118  | 134  | 107  | 95    | 87   | 104  | 117  | 109  | 89   |
| Résultat net       |      |      |      |      |      |      |      |      | 0,92 | 1,6  | -0,64 | 0,58 | 0,06 | -8,4 | -0,74 | 0,46 | 0,46 | 0,84 | 1,1  | -3,6 |

## Identité visuelle (logo)

Logo de Nordon Frères.
Logo de NORFRU.
Logo de NFD.
Logo de Nordon et Cie.
Logo de Nordon Industries.
Logo de Fives Nordon de 2007 à 2014.
Logo de Fives, utilisé par Fives Nordon depuis 2014.